# Chris Fleischhauer
Chris Fleischhauer (* 14. Januar 1982 in Querfurt) ist ein deutscher Fernseh- und Hörfunkmoderator und Journalist. Bis 2023 war er Moderator der Deutschen Lottoziehung 6aus49.

## Leben
Fleischhauer wuchs in Querfurt in Sachsen-Anhalt auf. Nach der Ausbildung zum Industriekaufmann im Jahr 2001 leistete er seinen Zivildienst bei einer Werkstatt für Menschen mit Behinderung. Nach seinem Zivildienst zog Chris Fleischhauer ins baden-württembergische Stuttgart. Hier arbeitete er noch bis 2005 in seinem erlernten Beruf und wechselte dann in die Medien-Branche. Von 2005 bis 2007 absolvierte er ein journalistisches Volontariat beim Regionalsender Regio TV Stuttgart. 2007 wurde er mit seinem Kollegen Christoph Kraft für den Beitrag „Luftschutzbunker und ihre Geschichte“ mit dem Medienpreis der Landesanstalt für Kommunikation Baden-Württemberg (LFK) in der Kategorie „Volontäre“ ausgezeichnet.
Fleischhauer war ab 2007 News-Anchor und Chef vom Dienst der Nachrichtensendung „Das Journal“ bei Regio TV Stuttgart. Seit 2010 war er Chefredakteur und Programmchef des baden-württembergischen Senders. Den LFK-Medienpreis erhielt er weitere dreimal: 2010 mit dem REGIO-TV-Team für die Berichterstattung zum Amoklauf von Winnenden, 2011 in der Kategorie „Werbung, Promotion, Crossmedia“ und 2016 in der Kategorie „Sendeformat mit regionalem Bezug“. Zum 1. Oktober 2016 kündigte Fleischhauer seinen Vertrag als Programmchef des Senders, um sich auf sein Start-Up GentsBox zu konzentrieren.
Seit Juli 2013 moderiert Fleischhauer als erste „männliche Lottofee“ Deutschlands die Internet-Liveübertragung der Ziehung der Lottozahlen 6 aus 49 im Wechsel mit Nina Azizi (bis Juni 2017) bzw. Miriam Hannah (seit Juli 2017). Von Oktober 2020 bis September 2021 moderierte der regelmäßig das Wochenende beim Radiosender Die Neue 107.7 in Stuttgart. Im Juli 2021 ist Chris Fleischhauer zum baden-württembergischen Sender Antenne 1 gewechselt. Dort war er bis Ende 2021 Nachrichtensprecher. Seit 2022 gehört er zum festen Moderatoren-Team des Senders und war bis September 2022 regelmäßig in der Sendung „Dein Nachmittag“ zu hören. Seit Oktober 2022 moderiert er im Wechsel mit einer Kollegin die Vormittags-Sendung. Zudem springt Chris Fleischhauer auch immer wieder in der Morning-Show ein.
Fleischhauer lebt mit seinem Partner in einer schwulen Lebensgemeinschaft und äußert sich offensiv zu Fragen der sexuellen Orientierung.